# Rick Laycock
Rick Laycock (* 12. Januar 1962 in Calgary, Alberta) ist ein ehemaliger kanadischer Eishockeyspieler, der unter anderem für den EHC Freiburg in der 1. Bundesliga aktiv war.

## Karriere
Laycock begann seine Karriere in der kanadischen Juniorenliga Western Hockey League bei den Calgary Wranglers. Zwar kam er in seiner ersten Saison 1979/80 nur auf zwei Einsätze, allerdings steigerte er sich in den laufenden Jahren und konnte immer mehr überzeugen. 
So machte er sich auch für das Ausland attraktiv. Da ein Sprung in die American Hockey League oder gar in die National Hockey League eher unwahrscheinlich war, wechselte Laycock folglich in die Nationalliga B in die Schweiz zum EHC Olten. Dort fiel er auf Grund seiner starken Leistungen auf und schloss sich nur ein Jahr später dem ERC Selb in der damaligen dritthöchsten deutschen Spielklasse, der 2. Liga Süd an. Nach weiteren zwei Jahren beim Augsburger EV, war er auf seinem Karrierehöhepunkt angelangt. Bei seinem neuen Arbeitgeber, dem EHC Freiburg, erzielte er seine besten Karrierewerte und konnte sich dabei kontinuierlich steigern. Erwähnenswert war dabei vor allem die Saison 1987/88, als er für Freiburg in 49 Spielen 94 Scorerpunkte erzielte und anschließend auch in die 1. Bundesliga aufstieg. 
Weitere Karrierestationen waren der ERC Westfalen Dortmund, welchen er auf Grund finanzieller Schwierigkeiten im Jahre 1990 verlassen musste, sowie der EC KAC in der österreichischen Bundesliga. Seine Karriere beendete Rick Laycock an seiner früheren Wirkungsstätte, bei den Augsburger Panthern, für die er in seiner letzten Saison 1995/96 noch einmal 31 Scorerpunkte in 49 Spielen erzielte.